# Smartbook

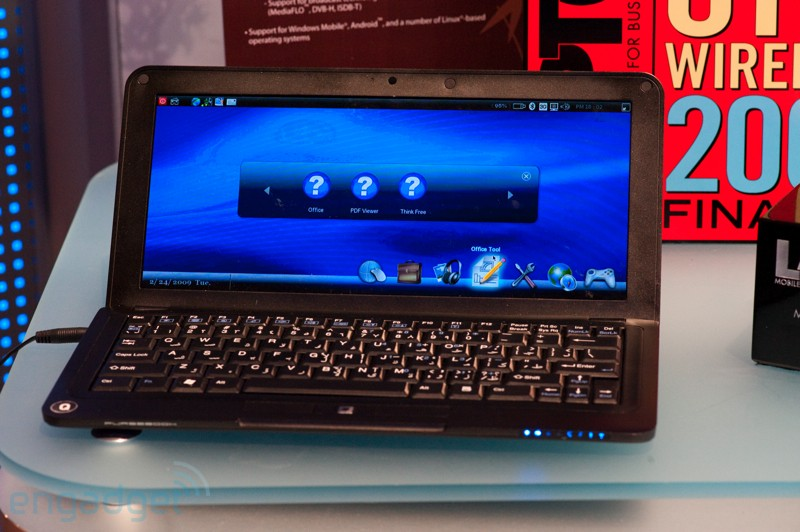
Wistron Pursebook, 1GHz Snapdragon ARM CPU

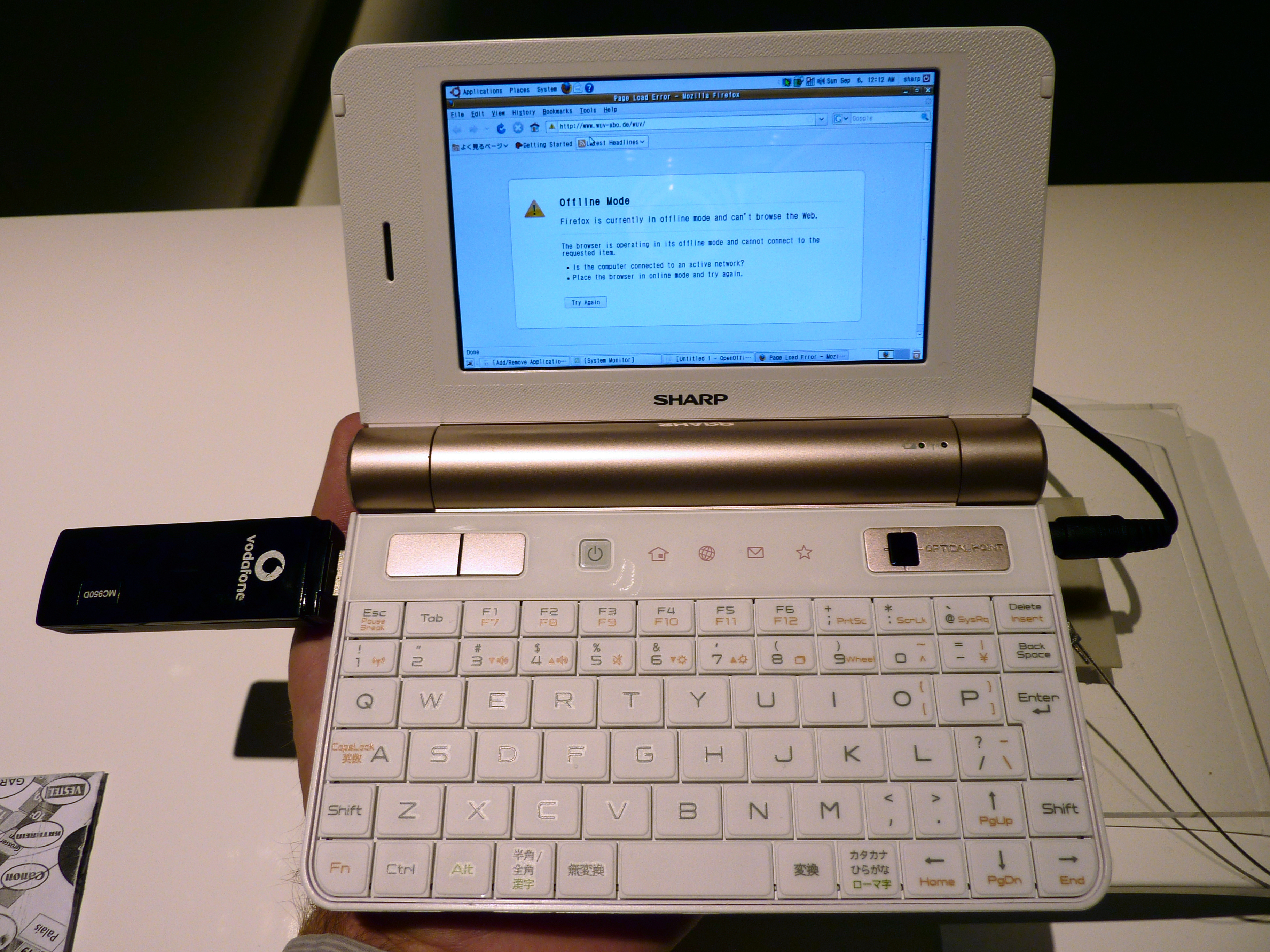
Sharp PC-Z1

Smartbook je dnes označení pro systémy inteligentních knih. V minulosti bylo Smartbooks také krátkou dobu označení pro mobilní zařízení charakterem spadající mezi smartphony a netbooky. Nabízejí mnohé funkce typické spíše smartphony (například úsporné procesory ARM, celodenní výdrž na baterii, 3G či GPS) ve větším těle s plnohodnotnou klávesnicí, někdy je použit také dotykový displej.
Příkladem těchto zařízení mohou být Wistron Pursebook, Sharp PC-Z1 "Netwalker", Always Innovating Touch Book, Lenovo Skylight či Mobinnova Beam.